# Plesiadapis
Plesiadapis is een geslacht van uitgestorven zoogdieren uit de orde Plesiadapiformes, een zustergroep van de orde der Primates. Plesiadapis is de naamgever en tevens de bekendste soort van de orde waartoe het behoort.

## Vindplaats fossielen
Plesiadapis leefde tijdens het Paleoceen (vanaf Torrejonian) en Vroeg-Eoceen (tot Wasatchian) in Noord-Amerika en West-Europa. Fossielen zijn gevonden in de Verenigde Staten (Californië, Colorado, Montana, North Dakota, Wyoming, Texas), Canada (Alberta, Saskatchewan), Duitsland (Walbeck) en Frankrijk (Cernay).

## Beschrijving
Plesiadapis was ongeveer zestig tot tachtig centimeter groot en twee kilogram zwaar. Globaal gezien had Plesiadapis de bouw van een eekhoorn met een lange snuit, ogen aan de zijkant van de kop, een lange staart en gekromde klauwen in plaats van nagels aan de tenen. De kaken en tanden bezitten zowel kenmerken van de knaagdieren als van de primaten. Ook het skelet vertoont enige overeenkomsten met de primaten. De hersenen van Plesiadapis waren in vergelijking met deze groep dieren erg klein, hoewel dit dier wel intelligenter was dan de meeste van zijn tijdgenoten. Plesiadapis leefde zowel op de grond als in de bomen en door zijn grijphanden en beweeglijke armen was het een uitstekende klimmer. Vruchten, bladeren en kleine ongewervelde diertjes waren de belangrijkste voedselbronnen.

## Oorsprong en ontdekking
De eerste ontdekking van Plesiadapis werd gedaan door François Louis Paul Gervaise in 1877, die voor het eerst Plesiadapis tricuspidens in Frankrijk ontdekte. Het type specimen is MNHN Crl-16 en is een linker mandibulair fragment daterend uit het vroege Eoceen-tijdperk. Dit geslacht ontstond waarschijnlijk in Noord-Amerika en koloniseerde Europa op een landbrug via Groenland. Dankzij de overvloed van het geslacht en de snelle evolutie, spelen soorten Plesiadapis een belangrijke rol in de zonering van continentale sedimenten uit het late Paleoceen en in de correlatie van fauna's aan beide zijden van de Atlantische Oceaan. Twee opmerkelijke skeletten van Plesiadapis, waarvan er een bijna compleet is, zijn gevonden in meerafzettingen in Menat in Frankrijk. Hoewel het behoud van de harde delen slecht is, vertonen deze skeletten nog steeds resten van huid en haar als een koolstofhoudende film - iets unieks onder Paleocene zoogdieren. Details van de botten zijn beter bewaard gebleven in fossielen uit Cernay, ook in Frankrijk, waar Plesiadapis een van de meest voorkomende zoogdieren was.

## Anatomie en overblijfselen
Bijna alles wat bekend is over de anatomie van plesiadapiformen komt uit fragmentarische kaken en tanden, dus de meeste definities van plesiadapiforme geslachten en soorten zijn gebaseerd op het gebit. Het gebit van Plesiadapis vertoont een functionele verschuiving naar slijpen en pletten in de wangtanden als aanpassing aan toenemende aanpassing en herbivoriteit. De tandheelkundige formule voor Plesiadapis is 2.1.3.3. De schedel van Plesiadapis is relatief breed en plat, met een lange snuit met knaagdierachtige kaken en tanden en lange knagende snijtanden gescheiden door een opening van de kiezen. Oogkassen zijn nog steeds naar de zijkant gericht, in tegenstelling tot de naar voren gerichte oogbollen van moderne primaten die driedimensionaal zicht mogelijk maken. Hoewel de schedel volgens de huidige normen klein was, was deze bijvoorbeeld groter dan bij de hedendaagse hoefdieren. Plesiadapis had beweeglijke ledematen die eindigden in sterk gebogen klauwen en het droeg een lange pluimstaart die prachtig is bewaard in de Menat-skeletten.
De manier van leven van Plesiadapis is in het verleden veel besproken. Klimgewoonten kunnen worden verwacht in een familielid van de primaten, maar boombewonende dieren worden zelden in dergelijke hoge aantallen gevonden. Op basis van dit en ander bewijsmateriaal hebben sommige paleontologen geconcludeerd dat deze dieren voornamelijk op de grond leefden, zoals de huidige marmotten en grondeekhoorns. Recentere onderzoeken hebben echter bevestigd dat het skelet van Plesiadapis dat is van een bedreven klimmer, die het beste kan worden vergeleken met boomeekhoorns of boombewonende buideldieren zoals opossums. De korte, robuuste ledematen, de lange, zijdelings samengedrukte klauwen en de lange, bossige staart geven aan dat het een boomviervoeter was. Gevonden overblijfselen toonden aan dat het een lichaamsmassa had van ongeveer 2,1 kilogram.

## Relaties en afkomst
De volgende zijn mogelijk gedeelde afgeleide kenmerken van Plesiadapiformes: maxillair-frontaal contact in een oogkas, de aanwezigheid van een suboptisch foramen, een versteende externe gehoorgang, de afwezigheid van een voorste slagader, de afwezigheid van een stapediale slagader en een sterke mastoïde tuberkel. Hoewel de plaatsing van de Plesiadapis-lijn nog steeds ter discussie staat, is de huidige consensus dat ze het dichtst in de buurt komen van vroege spookdieren. Plesiadapiformes zijn ook voorgesteld als een niet-primitieve zustergroep voor Eoceen-recente primaten. Een studie uitgevoerd in 1987 verbond Plesiadapiformes met adapiden en omomyiden via negen gedeelde afgeleide kenmerken, waarvan zes craniaal of tandheelkundig zijn: 1: auditieve bulla opgeblazen en gevormd door het petrosale bot, 2: ectotympanic lateraal uitgebreid en mediaal gefuseerd met de wand van de bulla, 3: promontorium centraal gepositioneerd in de bulla en grote hypotympanische sinus die promontorium wijd scheidt van de basisfenoïde, 4: interne halsslagader die de bulla posteriolateraal binnengaat en ingesloten in een benige buis, 5: nannopithexplooi op de bovenste kiezen en 6: verlies van één paar snijtanden. In 2013 positioneert een fylogenetische analyse die ook de basale primaat Archicebus omvat Plesiadapis stevig buiten de primaten, als een zustergroep voor zowel Primaten als Dermoptera.

## Vindplaats fossielen
Plesiadapis leefde tijdens het Paleoceen (vanaf Torrejonian) en Vroeg-Eoceen (tot Wasatchian) in Noord-Amerika en West-Europa. Fossielen zijn gevonden in de Verenigde Staten (Californië, Colorado, Montana, North Dakota, Wyoming, Texas), Canada (Alberta, Saskatchewan), Duitsland (Walbeck) en Frankrijk (Cernay).

## Soorten
Het geslacht Plesiadapis omvat meer dan tien soorten. De Franse soort Plesiadapis tricuspidens is een van de bekendste.